# Батьківський ясен
Ба́тьківський я́сен — ботанічна пам'ятка природи місцевого значення в Україні. Об'єкт розташований на території Фастівського району Київської області, в селі Дідівщина. 
Площа — 0,01 га, статус отриманий у 2018 році. Перебуває у віданні: Дідівщинська сільська рада. 
Старий екземпляр ясена високого віком бл. 150 років. На висоті 0,5 м. дерево має в охопленні 3,8 м, висота дерева — 25 м.